# Хуайбинь
Хуайби́нь (кит. упр. 淮滨, пиньинь Huáibīn) — уезд городского округа Синьян провинции Хэнань (КНР). Уезд назван по уличному комитету, на территории которого при основании уезда разместились власти уезда.

## История
Уезд был образован в 1952 году и вошёл в состав Специального района Синьян (信阳专区). В 1960 году уезд был расформирован, но в 1962 году был воссоздан. В 1970 году Специальный район Синьян был переименован в Округ Синьян (信阳地区).
В 1998 году постановлением Госсовета КНР были расформированы округ Синьян, уезд Синьян и город Синьян, и был образован городской округ Синьян.

## Административное деление
Уезд делится на 4 уличных комитета, 5 посёлков и 10 волостей.